# Joseph M. Jacobson
 Joseph M. Jacobson (* 28. Juni 1965 in Newton, Massachusetts) ist ein amerikanischer Physiker, Träger der Wilhelm Exner Medaille und Erfinder des elektronischen Papiers auf Grundlage einer auf Elektrophorese basierenden Technik (bekannt als E Ink), das häufig in elektronischen Geräten wie E-Readern verwendet wird.

## Leben
Jacobson studierte Physik an der Brown University und promovierte am Massachusetts Institute of Technology (MIT). Während seiner Zeit als Postdoktorand an der Stanford University stellte er den Weltrekord für den kürzesten Pulslaser. 1997 gründete er zusammen mit J.D. Albert, Barrett Comiskey, Russ Wilcox und Jerome Rubin das Start-up-Unternehmen E Ink Corporation in Boston.
Jacobson wurde im Jahr 1999 vom Technology Review Magazine aufgrund seiner Arbeit über die Mikrosphären-Technologie zu den 100 einflussreichsten Innovatoren, die unter 35 Jahre alt sind, gezählt. Im Jahr 2000 erhielt der Physiker den Gutenberg-Preis der Stadt Mainz und der Gutenberg-Gesellschaft für die Entwicklung einer neuen Form von Display. Im Jahr 2013 wurde Jacobsen "für seine für seine Entwicklungen und ihre Auswirkungen auf die Gesellschaft" mit der Wilhelm Exner Medaille ausgezeichnet.

## Wirken
Jacobson leitet die Media Lab’s Molecular Machines research group des Massachusetts Institute of Technology. Er hat mehr als 70 wissenschaftliche Publikationen und Konferenzbeiträge in den Bereichen Femtosekundenlaser, Quantenoptik, molekulare Elektronik, Nanochemie und synthetische DNA verfasst. In der Privatwirtschaft war Jacobson technischer Gründer von E Ink Cooperation Kovio Inc. und von Gen9 und war ein Gründungsmitglied des One Laptop Per Child (OLPC), der Organisation, die auf die Entwicklung eines 100 US $-Laptops für Kinder ausgerichtet ist.
Neben E Ink Inc. entwickelten Jacobson und sein Team eine Reihe von bedruckbarer, elektronisch aktiver Chemie, darunter voll funktionsfähige Halbleiterbauelemente und deren Logik, die durch Drucken hergestellt werden kann.
Des Weiteren ist  Jacobson gelungen, neue Forschungsbereiche, besonders in der synthetischen Biologie zu entwickeln. Hier werden synthetische Gene verwendet, um Mikroorganismen so zu programmieren, dass sie neue Arzneimittel sowie erneuerbare Materialien, Polymere und Kraftstoffe produzieren.